# Concepción (tỉnh)
Tỉnh Concepción (tiếng Tây Ban Nha: Provincia de Concepción) là một tỉnh thuộc vùng Junín của Peru. Tỉnh Concepción có diện tích 3068 km², dân số thời điểm theo điều tra dân số ngày 11 tháng 7 năm 1993 là 64785 người. Tỉnh lỵ đóng ở Concepción.